# Amadeo
Amadeo – polska grupa muzyczna wykonująca muzykę z gatunku eurodance i disco polo.

## Historia
Zespół powstał w kwietniu 1995 roku w Poznaniu.
Nazwa zespołu podchodzi od austriackiego kompozytora Wolfganga Amadeusa Mozarta.
Na jego czele stał Sławomir Sokołowski – kompozytor, producent i założyciel zespołu Bolter, znanej z takich przebojów jak „Daj mi tę noc”, „Nic do stracenia" i „Więcej słońca”. Wokalistką grupy była Aldona Dąbrowska – absolwentka Studium Piosenkarskiego w Poznaniu, która śpiewała również z Bohdanem Smoleniem między innymi przebój „Szalałeś Szalałeś”.
Zespół nagrał osiem płyt w tym sześć płyt w okresie wiosna-jesień 1995, zrealizował kilkanaście teledysków oraz zagrał dużą liczbę koncertów w przeciągu dwóch lat.
W kapeli wokalnie udzielali się również inni wykonawcy, między innymi Grzegorz Kopala – późniejszy członek grupy Just 5 – i Karol Kus – basista w zespole Gabriela Fleszara. Grupa nagrywała zarówno autorskie piosenki, jak i covery.
Z zespołem Amadeo związany był też projekt muzyczny Magdalena który to był scenicznym debiutem nastoletniej wówczas Magdaleny Sokołowskiej czyli córki Sławomira Sokołowskiego która to jak wspomina w wypowiedzi dla programu „Disco Relax" nawiązała kontakt z wytwórnią Omega Music poprzez jej dane znalezione na opakowaniu kasety magnetofonowej co dało początek działalności scenicznej Magdaleny Sokołowskiej i związanego z nią projektu muzycznego.
W efekcie tej działalności w latach 1995 – 1997 powstały takie piosenki „Nie jestem zła" (polska wersja utworu „Don't Go Breaking My Heart" z repertuaru zespołu Sonic Dream Collective) oraz „Malowana Lala" utwór ten nawiązywał do przeboju „Don't Turn Around" popularnego wówczas szwedzkiego zespołu Ace of Base), „A ja wolę swoją dolę" (utwór na melodię przeboju „A ja wole Coca-Colę" zespołu Torino lecz z tekstem dostosowanym do nastoletnich odbiorców), „Czekoladowe Usta", „Wszystkiego dobrego" czy wreszcie „Tańcz, tańcz" a więc podobnie jak utwory „Nie jestem zła" i „Malowana lala" największy z przebojów Magdaleny. W utworach Magdaleny z wyjątkiem „A ja wolę swoją dolę" i „Wszystkiego dobrego" gościnnie pojawiali się raperzy z zespołu Amadeo a utwory podobnie jak te pochodzące od wspomnianej formacji były z pogranicza muzyki eurodance i disco polo.  
Zespół Amadeo zakończył działalność w 1997 roku. Byli członkowie wciąż są aktywni na scenie muzycznej, lecz nie udzielają się już w muzyce dance. Aldona Dąbrowska jest autorką tekstów przebojów wielu polskich artystów: Stachursky, Andrzej Cierniewski, Alicja Bachleda-Curuś, Gabriel Fleszar, Maja Kraft, Bartosz Wrona, The Jet Set, Sasha Strunin, Michał Szpak, Asia Si. 
Ponadto Aldony Dąbrowskiej i Sławomira Sokołowskiego jest pomysłodawcą zespołów Just 5 i The Jet Set dla których to również pisał utwory. 
Wspomniany duet jest również autorem piosenek „Time to Party" dla formacji The Jet Set oraz „Color of Your Life" dla Michała Szpaka które to wybrzmiały w barwach Polski na kolejno Konkursie Piosenki Eurowizji w 2007 i 2016 roku. W obu przypadkach jednak Sokołowski wraz z Aldoną Dąbrowską aż do 2024 roku krył się pod pseudonimami fikcyjnych kompozytorów. W przypadku Aldony Dąbrowskiej takim pseudonimem był Kamil Varen zaś Sławomir Sokołowski widniał jako Mateusz Krezan oraz Andy Palmer.
W 2024 roku Aldona Dąbrowska i Sławomir Sokołowski czyli byli twórcy byłego już zespołu Amadeo napisali piosenkę „All Together" która to w wykonaniu Dominika Arima reprezentowała Polskę na Konkursie Piosenki Eurowizji Junior 2024.

## Największe przeboje grupy
- „Letni wiatr”
- „Chcę”
- „J-23"
- „Róża Wschodu” (przeróbka przeboju „Little Russian” grupy Mr Zivago)[2]
- „Świat ci podaruję” (duet z zespołem Bayer Full)[2]
- „Huh Hah Dzingishan” (przeróbka piosenek „Dschinghis Khan” i „Moskau” zespołu Dschinghis Khan)
- „Jak się masz kochanie” (cover piosenki zespołu Happy End)[2]
- „Daj mi tę noc” (cover piosenki zespołu Bolter)[2]
- „Ach kolego”
- „Pszczółka Maja” (cover piosenki Zbigniewa Wodeckiego)[2]
- „Jest impreza”[2]
- „Nic do stracenia” (cover zespołu Bolter)

## Dyskografia
| Tytuł                    | Rok                                           | Wyróżnienia     |
| ------------------------ | --------------------------------------------- | --------------- |
| Pszczółka Maja           | wiosna 1995                                   | Złota płyta     |
| Światowe Beaty po polsku | wiosna 1995                                   |                 |
| New hity po polsku       | wiosna 1995                                   |                 |
| Za słońcem chcę iść      | kwiecień - maj 1995                           |                 |
| J-23                     | jesień 1995                                   |                 |
| Letni wiatr              | lato 1996 – nagrywana w marcu i kwietniu 1996 | Platynowa płyta |
| Gdy śliczna panna        | zima 1996 – nagrywane w maju i czerwcu 1996   |                 |
| Golden Hits '97          | wiosna 1997                                   |                 |